# Robenacoxib
 (septembre 2024).
Le robenacoxib, vendu sous le nom de marque Onsior, est un anti-inflammatoire non stéroïdien (AINS) utilisé en médecine vétérinaire pour soulager la douleur et l'inflammation chez les chats et les chiens,. C'est un inhibiteur de la COX-2 (coxib).